# Fun (magazine)
Pour les articles homonymes, voir Fun.
Fun est un magazine hebdomadaire humoristique et satirique britannique publié du 21 septembre 1861 à 1901. 

## Histoire du support
S'inspirant du magazine satirique à succès Punch, créé vingt ans plus tôt, Fun proposait textes, caricatures, illustrations et bande dessinée. Néanmoins, alors que Punch (qui coûtait 3 pence) était plutôt destiné aux classes relativement aisées, Fun (qui coûtait 2 pence) s'adressait aux classes moyennes. À partir de 1867, Fun fut d'ailleurs sur ce terrain directement concurrencé par Judy.
On trouve parmi ses contributeurs notables Henry James Byron, Tom Hood, William S. Gilbert, Ambrose Bierce, Clement Scott, Thomas William Robertson, Austin Dobson, Christie Murray, George Robert Sims ou encore Francis Burnand.
En 1865, Fun est racheté par un certain Edward Wylam, qui en confie la direction éditoriale à Tom Hood, et la gravure aux frères Dalziel, qui d'abord réticents finissent par accepter le travail pour des raisons financières. En 1870, Wylam souhaitant se désengager de Fun pour se consacrer à la promotion d'une marque de biscuits pour chiens qu'il avait créé, il revend le magazine aux frères Dalziel pour 6 000 livres. Ceux-ci laissent Hood responsable du contenu jusqu'à sa mort en novembre 1874. C'est alors Henry Sampson qui lui succède, jusqu'à ce qu'il lance un nouveau quotidien, The Referee, à l'été 1877. En 1893, les Dalziel, revendent Fun.

## Documentation
- (en) George et Edward Dalziel, The Brothers Dalziel. A record of fifty years' work in conjunction with many of the most distinguished artists of the period, 1840-1890, Londres : Methuen, 1901.
- (en) David Kunzle, « Busch Abroad: How a German Caricaturist Willy Nilly Helped Launch the New Cheap Comic Magazines in Britain and the United States », dans Victorian Periodicals Review, vol. 25, n°3, 1992, p. 92-99.